# Cattleya mixta
Cattleya mixta är en orkidéart som beskrevs av Lou Christian Menezes. Cattleya mixta ingår i släktet Cattleya och familjen orkidéer. Inga underarter finns listade i Catalogue of Life.